# Volvo 740
Volvo 740 var en personbil i den øvre mellemklasse fra den svenske bilfabrikant Volvo Cars bygget mellem sommeren 1983 og sommeren 1992. Modelbetegnelsen "740" bæres af biler i Volvo 700-serien med firecylindrede benzinmotorer og sekscylindrede dieselmotorer.
700-modellerne med mere ind- og udvendigt udstyr og sekscylindrede benzin- eller turbodieselmotorer hedder Volvo 760, og kom på markedet allerede i foråret 1982.

## Historie
Modelserien 740 kom på markedet i august 1983 som supplement til 760 og fandtes på introduktionstidspunktet med flere forskellige motorer.
740 var efter introduktionen af 760 en logisk videreføring af en basismodel i 700-serien. Den var ikke tænkt som efterfølger for 240-serien, men blev fremstillet og solgt sideløbende med denne. De eneste fælles træk mellem disse to modelserier var motorprogrammet, som grundlæggende (2,0- og 2,3-liters firecylindrede benzinmotorer og 2,4-liters sekscylindret dieselmotor) blev genbrugt i 740. Det usædvanligt kantede karrosseri var designet af Jan Wilsgaard, og førte i USA til øgenavnet "Swedish Bricks". I Schweiz fik bilen på grund af sit meget kantede frontdesign hurtigt øgenavnet "sneplov".
Modellen fandtes med en firecylindret 2,3-liters benzinmotor med karburator og 84 kW (114 hk) (B230K), to firecylindrede 2,3-litersmotorer med benzinindsprøjtning og 83 kW (113 hk) (B230F) hhv. 96 kW (130 hk) (B230E), en firecylindret turbomotor på 2,0 liter med 107 kW (145 hk) (B19ET) samt en 2,4-liters sekscylindret sugedieselmotor med 60 kW (82 hk) (D24). Dieselmotoren havde allerede siden 1979 været benyttet i modelserien 240, og var bygget af Volkswagen som brugte den i varebilen LT. Motoren var monteret på langs, og gearkassen overførte gennem en kardanaksel kraften til den stive bagaksel.
De første stationcarudgaver af 740 kom på markedet i april 1985.
Selv om begge versioner havde skrifttrækket "740" på bagklappen, benyttede Volvo internt betegnelsen 744 for sedanen og 745 for stationcaren.
- Bagfra
- Volvo 740 stationcar (1985–1989)
- Volvo 740 (USA-udførelse, 1985–1989)

## Facelift
740-serien fik i efteråret 1989 et facelift til modelåret 1990. Optisk adskilte fronten sig alt efter marked og motor.
Motorerne blev løbende videreudviklet, så alle 740-modeller fra modelår 1987 kunne fås med reguleret katalysator, som Volvo havde udviklet i samarbejde med Bosch (verdens første personbil med standardmonteret 3-vejs katalysator var Volvo 164 i USA i 1975). Motorkoden for disse motorer sluttede på "F", hvilket kendetegnede dem som indsprøjtningsmotorer med katalysator. Basismotoren kom da til at hedde B230F, og turbomotoren B230FT.
I sommeren 1989 afrundede en version med 2,0-liters indsprøjtningsmotor (B200F) og reguleret katalysator modelprogrammet nedad. Karburatormotorer kunne frem til 1990 fortsat købes i visse europæiske lande. Dieselmotorerne var fortsat 2,4-liters sekscylindrede rækkemotorer fra Volkswagen.
På grund af udviklingen af modelserierne 850 og 900 blev produktionen af 740 gradvist indstillet.
Den direkte efterfølger for 740 er den fra midten af 1990 byggede 940, som i virkeligheden var en kraftigt modificeret 740.
Sideløbende med 940 fortsatte 740 dog som indstigningsmodel fra 1991 til 1992. Modellen havde dog i vidt omfang teknik fra 940. Denne såkaldte "mellemmodel" kunne fås med benzinmotorerne B200F (2,0 liter) og B230F (2,3 liter). Fronten på disse biler lignede meget 740 fra modelår 1990, dog var motorhjelmen og forskærmene hentet fra 940. Bagenden på sedanmodellen fik modificerede baglygter.
- Volvo 740 (1989–1992)
- Volvo 740 (1989 -1992) - bagfra
- Volvo 740 GLT 16V (USA-udførelse, 1989)
- Volvo 740 stationcar (1989–1992)

## Sikkerhed
Det svenske forsikringsselskab Folksam vurderer flere forskellige bilmodeller ud fra oplysninger fra virkelige ulykker, hvorved risikoen for død eller invaliditet i tilfælde af en ulykke måles. I rapporterne Hur säker är bilen? er/var 700-serien klassificeret som følger:
- 1999: Mindst 40% bedre end middelbilen[2]
- 2001: Mindst 40% bedre end middelbilen[3]
- 2003: Mindst 30% bedre end middelbilen[4]
- 2005: Mindst 15% bedre end middelbilen[5]
- 2007: Mindst 20% bedre end middelbilen[6]
- 2009: Mindst 20% bedre end middelbilen[7]
- 2011: Som middelbilen[8]
- 2013: Som middelbilen[9]
- 2015: Som middelbilen[10]

## Motorer
| Motortype     | Cylindre | Ventiler | Slagvolume cm³ | Max. effekt kW (hk) / omdr. | Max. drejningsmoment Nm / omdr. | Fødesystem    | 0-100 km/t sek. | Topfart km/t |
| ------------- | -------- | -------- | -------------- | --------------------------- | ------------------------------- | ------------- | --------------- | ------------ |
| Benzinmotorer |          |          |                |                             |                                 |               |                 |              |
| B200K         | 4        | 8        | 1986           | 76 (103) / 5400             | 165 / 2700                      | Karburator    | 14,0            | 165          |
| B200E         | 4        | 8        | 1986           | 89 (121) / 5700             | 158 / 4800                      | Indsprøjtning | 13,0            | 175          |
| B200F         | 4        | 8        | 1986           | 82 (112) / 5700             | 158 / 2800                      | Indsprøjtning | 13,0            | 180          |
| B230K         | 4        | 8        | 2316           | 86 (117) / 5200             | 192 / 2750                      | Karburator    | 11,5            | 175          |
| B230F         | 4        | 8        | 2316           | 83 (113) / 5400             | 185 / 2750                      | Indsprøjtning | 12,0            | 175          |
| B230E         | 4        | 8        | 2316           | 96 (130) / 5500             | 190 / 3300                      | Indsprøjtning | 10,0            | 182          |
| B230FT        | 4        | 8        | 2316           | 115 (156) / 4800            | 242 / 3300                      | Indsprøjtning | 8,7             | 197          |
| B234F         | 4        | 16       | 2316           | 114 (155) / 5800            | 205 / 4450                      | Indsprøjtning | 10,0            | 190          |
| Dieselmotorer |          |          |                |                             |                                 |               |                 |              |
| D24           | 6        | 12       | 2383           | 60 (82) / 4800              | 140 / 2800                      | Hvirvelkammer | 17,5            | 155          |
| D24T          | 6        | 12       | 2383           | 80 (109) / 4800             | 205 / 2400                      | Hvirvelkammer | 12,5            | 175          |
| D24TIC        | 6        | 12       | 2383           | 90 (122) / 4800             | 235 / 2400                      | Hvirvelkammer | 11,5            | 181          |

## Modelvarianter
- Volvo 740
- Volvo 740 TurboDiesel
- Volvo 740 GL
- Volvo 740 GL Diesel
- Volvo 740 GLE
- Volvo 740 GLE Turbo Diesel
- Volvo 740 GLT
- Volvo 740 GLT 16 Valve
- Volvo 740 Turbo 16 Valve
- Volvo 740 Turbo Intercooler (TIC)
- Volvo 740 Polar
- Volvo 740 SE